# Mikulůvka
Mikulůvka es una localidad del distrito de Vsetín, en la región de Zlín, República Checa. Tiene una población estimada, a principios del año 2021, de 803 habitantes.
Está ubicada al norte de la región, a poca distancia al este de Brno, de la orilla del río Morava —un afluente izquierdo del Danubio—, de la cordillera de Beskides moravo-silesios —zona occidental de los montes Cárpatos— y de la frontera con Eslovaquia y la región de Moravia-Silesia